# Quốc kỳ Pakistan
Quốc kỳ của Pakistan (tiếng Urdu: پاکستان کا قومی پرچم) có hình chữ nhật gồm có một ngôi sao trắng và một trăng lưỡi liềm trên nền xanh lá cây sẫm, với một dải trắng đứng tại rìa bên trái. Dải màu trắng chiếm 1/4 bề mặt lá cờ, màu xanh lá cây sẫm chiếm 3/4 lá cờ. Lá cờ với hình thức như hiện nay đã được chọn trong một cuộc họp của Quốc hội lập hiến Pakistan vào ngày 11 tháng 8 năm 1947, chỉ ba ngày trước quốc gia này độc lập, khi nó đã trở thành những lá cờ chính thức của Lãnh thổ tự trị Pakistan. Lá cờ này sau này đã được giữ lại bởi nước Cộng hòa Hồi giáo Pakistan hiện nay.